# 香港潮州商會
香港潮州商會（英語：Hong Kong Chiu Chow Chamber of Commerce），成立於1921年，第53屆（現任）會長是馬鴻銘。

## 服務
香港潮州商會致力於為會員及潮僑拓展商機及推動國際貿易。
此外，香港潮州商會亦為香港的辦學團體，開辦香港潮商學校及潮州會館中學，並在各大學設立各類獎學金。香港潮州商會亦興建潮州義山（義稼），編印潮州文獻，參與及舉辦各種社區活動、公益及慈善活動，建立及資助各種文教基金。

## 政治立場
香港潮州商會係親中派。

## 相關
- 汕头大学

## 外部連結
- 香港潮州商會官方網址 （页面存档备份，存于）